# Schönkirchen-Reyersdorf
Schönkirchen-Reyersdorf – gmina targowa w Austrii, w kraju związkowym Dolna Austria, w powiecie Gänserndorf. Liczy 1 964 mieszkańców (1 stycznia 2014).

## Współpraca
Miejscowość partnerska:
- Schönkirchen, Niemcy